# Potyczka pod Strzelcami
Potyczka pod Strzelcami – potyczka partyzancka stoczona 1 sierpnia 1944 roku przez oddziały Batalionów Chłopskich w czasie ataku na tabory 27 pułku artylerii niemieckiej w Strzelcach

## Przebieg bitwy
Stacjonujące przy wsi Strzelce 2 oddziały Batalionów Chłopskich rano 1 sierpnia 1944 zaatakowały tabory 4 baterii 27 pułku artylerii niemieckiej które zatrzymały się we wsi. W czasie walki poległo 14 Niemców. Oddziały BCh nie poniosły strat. Oprócz 24 sztuk broni zdobyto 7 wozów ze sprzętem wojskowym. Partyzanci wycofali się do lasu obok wsi Niziny.